# باغچه (قره‌تاش)
باغچه (به ترکی استانبولی: Bahçe) یک منطقهٔ مسکونی در ترکیه است که در قره‌تاش (شهر) واقع شده‌است.